# 伯里布森
伯里布森（Peribsen）是古埃及第二王朝的一位法老，在位17年。他可能用了非同一般的手段来登上王位。他的王衔形式不是早王国时期诸法老常用的荷鲁斯而是賽特，说明他来自其他家族。由于荷鲁斯和塞特这两位神实际代表了上下埃及的两个敌对统治集团，因此他可能是一个篡位者。但也有这种可能：他是与另一位使用荷鲁斯式王衔的法老哈谢汉姆共治。他死後葬於阿拜多斯。